# Braunsia nigriceps
Braunsia nigriceps är en stekelart som beskrevs av Cameron 1912. Braunsia nigriceps ingår i släktet Braunsia och familjen bracksteklar. Inga underarter finns listade.